# Remix 2000
Remix es la versión remasterizada del álbum multimedia "Remix" realizado por el grupo Mushroomhead en el año 1997, que incluye nuevas canciones remezcladas.

## Canciones
1. "43" (Sonar Mix)
2. "Elevation" (Skin Mix)
3. "2nd Thoughts" (Fuck Like Pigs Mix)
4. "Snap" (Gravy Mix)
5. "Mommy" (Malfunction Mix)
6. "Everyone's Got One" (Only Mix)
7. "The Wrist" (Hand of Solo Mix)
8. "Episode 29" (Hardcore Mix)
9. "Too Much Nothing" (Too Many Days In The Studio Mix)
10. "Mommy" (No Vocal Mix)
11. "Bwomp" (Nord Mix)

- Datos: Q7311935